# Sub verbo
Sub verbo lub sub voce (dosł. „pod słowem” lub „pod wyrażeniem”, l.mn. odpowiednio sub verbis i sub vocibus) – wyrażenia łacińskie stosowane w bibliografii naukowej i cytowaniu piśmiennictwa dla oznaczenia konkretnego miejsca w tekście za pomocą odniesienia do wcześniej występujących słów. Najczęściej stosuje się je w formie skróconej s.v. lub s/v, czasem spotykany jest także skrót dla liczby mnogiej: s.vv., a w literaturze anglojęzycznej także angielski odpowiednik u.w. (ang. under the word, dosł. po słowie).
Terminy te pojawiły się w użyciu już w czasach przed wynalezieniem druku; Adriano Cappelli odnotowuje skróty S.v. i sv jako powszechnie używane abrewiatury w swoim leksykonie abrewiatur i ligatur. Współcześnie wyrażenia sub verbo lub sub voce znajdują zastosowanie w wielu systemach cytowania, najczęściej w przypisach dolnych lub końcowych. Stosowane są szczególnie często w kilku przypadkach:
- gdy odnośnik prowadzi do publikacji, w której nie występuje podział na strony lub inne obiektywne jednostki tekstu[5] (na przykład w wydawnictwach elektronicznych w formacie epub, gdzie podział na strony i ich numeracja zależą wyłącznie od urządzenia użytego do wyświetlenia tekstu)[a];
- w sytuacjach, w których podanie samego numeru strony nie wystarcza dla wskazania czytelnikowi konkretnego miejsca (na przykład w ułożonych alfabetycznie wydawnictwach słownikowych, gdzie na jednej stronie można znaleźć wiele osobnych tekstów)[7];
- gdy autor chce skierować czytelnika w konkretne miejsce w tekście wydrukowanym na dużej, gęsto zadrukowanej stronie (na przykład księdze w formacie folio).

Popularny w krajach anglosaskich podręcznik stylu Oxford Guide to Style zaleca, by w przypadku cytowania wydawnictw słownikowych podawać przypis w formie: Tytuł publikacji, s.v. 'Tytuł lub pierwsze słowa hasła'. Podręcznik zaleca stosowanie podobnego systemu dla stron internetowych i innych publikacji bez numeracji stron, zwłaszcza jeśli technologia oferuje możliwość wyszukania konkretnej frazy. Podobnie Chicago Manual of Style zaleca wręcz, by w przypadku cytowania słowników i podobnych publikacji, tak w wersji cyfrowej, jak i papierowej, podawać jedynie konkretne hasło, a nie numer strony, paragrafu czy szpalty.
Przykładowo: w publikacji Bankierzy i operacje bankierskie w starożytnym Rzymie Piotra Niczyporuka na stronie 33 znajduje się przypis odsyłający czytelnika do wyjaśnienia terminu argentarius w słowniku języka łacińskiego w formie: Por. Thesaurus Linguae Latinae, t. II, Lipsiae 1900, szp. 515 i n., s.v. argentarius. Po rozwinięciu wszystkich skrótów przypis ten należy odczytywać w sposób następujący: Porównaj z hasłem w dziele Thesaurus Linguae Latinae, opublikowanym w tomie drugim, wydanym w Lipsku w roku 1900, zamieszczonym na szpalcie 515 i następnych, pod słowem argentarius.
Stosowanie przez autorów odniesień do konkretnych słów, zwłaszcza gdy nie jest możliwe podanie także numeru strony lub innego wyróżnika, może jednak sprawiać czytelnikowi problemy w sytuacji, gdy nie operuje swobodnie alfabetem dzieła cytowanego (na przykład alfabetem greckim lub cyrylicą), a także wtedy, gdy w tekście źródła pojawiają się znaki diakrytyczne, ligatury lub digrafy niewystępujące w języku, jakim posługuje się czytelnik, lub których kolejność nie jest dla czytelnika oczywista (choćby skandynawskie słowa zaczynające się na Æ, Ø i Å występujące w leksykonach po słowach zaczynających się na Z, holenderski digraf IJ występujący po Y, czy niemiecki trigraf SCH występujący jako osobna „litera”).